# Eduardo Mendoza

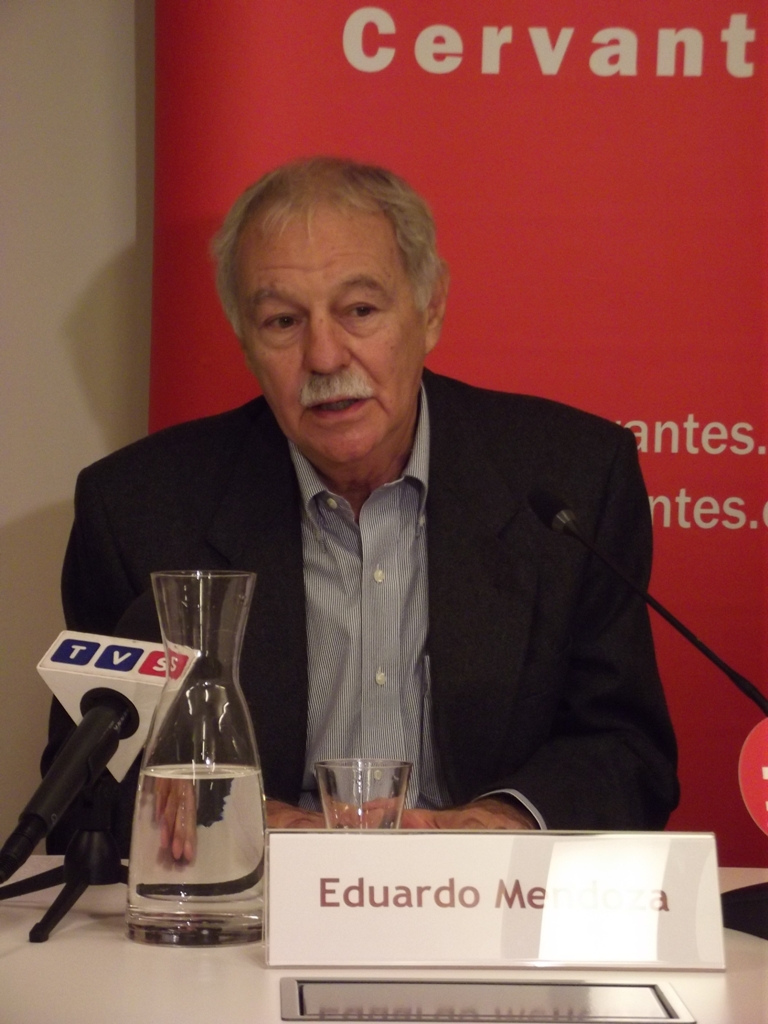

Eduardo Mendoza (Barcelona, 11 januari 1943) is een Spaanse schrijver.

## Achtergrond
Mendoza studeerde rechten in de jaren zestig. In 1973 verhuisde hij naar New York, om daar te werken als vertaler voor de Verenigde Naties. Daar bleef hij wonen tot 1982. Hij was docent aan de Universiteit Pompeu Fabra in Barcelona.
Terugkerende thema's in het werk van Mendoza zijn het Spanje ten tijde van het Franco-regime en het leven in Barcelona.
In 1995 kreeg hij het ereteken Creu de Sant Jordi van de Generalitat de Catalunya, in 2007 voor zijn een jaar eerder verschenen roman Mauricio o las elecciones primarias de Premio Fundación José Manuel Lara. In 2010 won Mendoza de Premio Planeta voor Riña de gatos. In 2016 werd de Cervantesprijs aan hem toegekend.

## Werk
- 1975: La verdad sobre el caso Savolta (De zaak Savolta, Arena, 1992)
- 1978: El misterio de la cripta embrujada (Het geheim van de behekste crypte, Arena, 1991)
- 1982: El laberinto de las aceitunas (Het labyrint van de olijven, Arena, 1995)
- 1986: Nueva York
- 1986: La ciudad de los prodigios (De stad der wonderen, De Woelrat, 1988)
- 1989: La isla inaudita (Het ongekende eiland, Arena, 1990)
- 1990: Sin noticias de Gurb (in El País)
- 1990: Restauraciò
- 1992: El año del diluvio (Het jaar van de zondvloed, Arena, 1997)
- 1996: Una comedia ligera (Blijspel in Barcelona, Vassallucci, 1999)
- 2001: La aventura del tocador de señoras (Het avontuur van de dameskapper, Vassallucci, 2002)
- 2001: El último trayecto de Horacio Dos (in El País)
- 2001: Baroja, la contradicción
- 2003: Barcelona modernista
- 2006: Mauricio o las elecciones primarias
- 2007: ¿Quién se acuerda de Armando Palacio Valdés?
- 2008: El asombroso viaje de Pomponio Flato (De wonderbaarlijke reis, Arena, 2008)
- 2010: Riña de gatos - Madrid 1936 (De neergang van Madrid, Meulenhoff, 2013)
- 2012: El enredo de la bolsa y la vida

## Verfilmde werken
- 1980: La verdad sobre el caso Savolta, geregisseerd door Antonio Drove
- 1981: El misterio de la cripta embrujada, geregisseerd door Cayetano del Real
- 1999: La ciudad de los prodigios, geregisseerd door Mario Camus
- 2004: El año del diluvio, geregisseerd door Jaime Chávarri